# Sutivan (kulturno-povijesna cjelina)
Kulturno-povijesna cjelina Sutivana, općina Sutivan, zaštićeno kulturno dobro.

## Opis dobra
Sutivan se ubraja u visoko vrijedna primorska naselja sjeverne obale otoka Brača, a u povijesnoj urbanističkoj strukturi dominiraju kasnobarokni ladanjski sklopovi posebice u vizuri luke te pučki sklopovi koji se zbijaju prema predjelima Bunte, Spoizbande, Gornje i Donje Lučice

## Zaštita
Pod oznakom Z-6546 zaveden je kao nepokretno kulturno dobro - kulturno-povijesna cjelina, pravna statusa zaštićena kulturnog dobra, klasificirano kao "ruralna cjelina".